# Bergkvara
Bergkvara är en tätort i Söderåkra distrikt (Söderåkra socken) i Torsås kommun i Kalmar län. I Bergkvara ingår också Dalskär, en tidigare historisk varvsplats med gästhamn, badplats och camping. Ute i Kalmarsund någon sjömil utanför Bergkvara finns den genom TV numera riksbekanta fyrplatsen Garpen.

## Historia

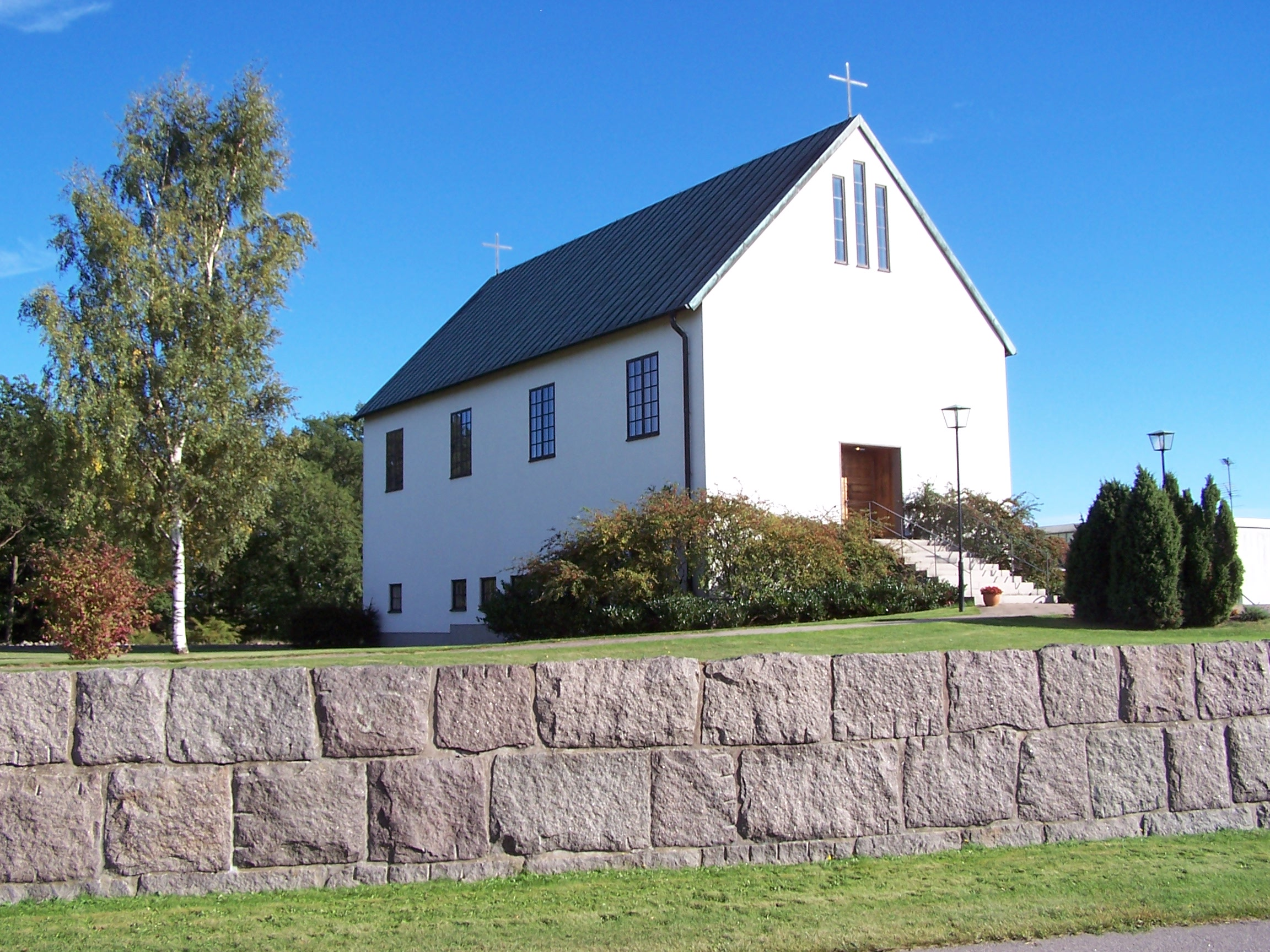
Bergkvara kapell (2005).

Bergkvara omnämns första gången 1600 då Karl IX i sina privilegier till Kalmar stad utfärdar förbud mot olagliga hamn- och marknadsplatser, bland andra Bergkvara hamn. I kung Gustav II Adolfs privilegier 1616 till Kalmar förlänades rätten att hålla återkommande marknad vid Bergkvara till stadens borgare. Detta kan betraktas som inledningen på ortens utveckling till stadigvarande hamn- och handelsplats.
Vid den här tiden saknade platsen bebyggelse. Bergkvara är heller inte en gammal jordeboksenhet. Namnet kan i förleden härledas från ett äldre ord "Birk/biork" = 'björk' och i efterleden från dialektordet vara = 'sandig strand, grusig utmark'. Namnet bör betraktas som en beskrivning av terrängen vid den aktuella kustremsan och utgör således ett marknamn, inte ett ortnamn. Av äldre kartor att döma har kuststycket ursprungligen varit en del av gårdarna i Skällenäs.
Bergkvara kom att utgöra en lydköping till både Kalmar stad och Karlskrona stad. Den första bebyggelsen i Bergkvara var en mindre byggnad som innehöll handelsbod, bostad och lager för den köpdräng (filialföreståndare) Johan Johansson Kempe som Kalmars borgare 1719 utsåg till sin företrädare på orten. Detta som svar på den tvist som under slutet av 1600-talet uppstått mellan städerna Kalmar och Karlskrona om rätten att bedriva handel och bruka hamnen i Bergkvara. Några årtionden senare utsåg Kalmar-borgarna en handelsman att företräda dem i Bergkvara. Det blev Erik Kastman som blev bofast i Bergkvara ca 1750. För dennes räkning uppfördes den Kastmanska handelsgården, numera Lindbergska gården. Släkten Kastman kom att bli tongivande på orten i ett drygt sekel och fick stor betydelse för ortens fortsatta utveckling.
Bergkvaras egentliga genombrott kom dock efter handelsfrihetsförordningarnas införande vid mitten av 1800-talet. Handel samt varvs- och rederinäring kom att dominera och många sökte del i dessa verksamheter. Den så kallade bondeseglationen fick stor betydelse i området. Till ortens ledande gestalter hörde Håkan Sjögren, Håkan Petersson och Lorentz Petersson. 1840 fick också Karlskrona möjlighet att etablera ett handelshus (nuvarande 'Alm & Borgs'). Fram till första världskriget räknades Bergkvara som Sveriges näst största hemmahamn för segelfartyg. Den enskilt viktigaste exportvaran anges ha varit så kallad 'props', dvs trästockar som användes som pålar och bjälkar i de engelska kolgruvorna. Efter första världskriget tappade Bergkvara sin roll som betydande hamn, handels- och lastageplats.
1903 drogs järnväg de sex kilometrarna från Torsås till Bergkvara. Den lades ner 1965. Den 7 oktober 1921 inrättades Bergkvara municipalsamhälle i  Söderåkra landskommun som omfattade både Bergkvara och Gökalund som då officiellt blev en del av Bergkvara. Municipalsamhället upplöstes 31 december 1955 och sedan 1971 är Bergkvara ett samhälle i Torsås kommun.
Fram till första världskriget under bondeseglationen var Bergkvara en av Sveriges 2-3 största hemmahamnar för segelfartyg. Hamnen befraktas med skeppning av bland annat timmer och makadam.

### Befolkningsutveckling
| Befolkningsutvecklingen i Bergkvara 1900–2020                                   | Befolkningsutvecklingen i Bergkvara 1900–2020 | Befolkningsutvecklingen i Bergkvara 1900–2020 | Befolkningsutvecklingen i Bergkvara 1900–2020 | Befolkningsutvecklingen i Bergkvara 1900–2020 |
| ------------------------------------------------------------------------------- | --------------------------------------------- | --------------------------------------------- | --------------------------------------------- | --------------------------------------------- |
|                                                                                 |                                               |                                               |                                               |                                               |
| År                                                                              |                                               |                                               | Folkmängd                                     | Areal (ha)                                    |
| 1900                                                                            | 1900                                          |                                               | 586                                           | †                                             |
| 1960                                                                            | 1960                                          |                                               | 976                                           |                                               |
| 1965                                                                            | 1965                                          |                                               | 923                                           |                                               |
| 1970                                                                            | 1970                                          |                                               | 904                                           |                                               |
| 1975                                                                            | 1975                                          |                                               | 953                                           |                                               |
| 1980                                                                            | 1980                                          |                                               | 1 103                                         |                                               |
| 1990                                                                            | 1990                                          |                                               | 1 110                                         | 152                                           |
| 1995                                                                            | 1995                                          |                                               | 1 093                                         | 152                                           |
| 2000                                                                            | 2000                                          |                                               | 1 008                                         | 152                                           |
| 2005                                                                            | 2005                                          |                                               | 974                                           | 153                                           |
| 2010                                                                            | 2010                                          |                                               | 940                                           | 152                                           |
| 2015                                                                            | 2015                                          |                                               | 1 021                                         | 217                                           |
| 2020                                                                            | 2020                                          |                                               | 1 221                                         | 252                                           |
| Anm.: Enebacken ingår i tätorten från 2020 † Som köpingsliknande samhälle 1900. |                                               |                                               |                                               |                                               |

## Idrott
Bergkvara har en lokal fotbollsklubb, BAIF, och en bordtennisklubb BBTK.